# VoNR
VoNR oder Voice over New Radio (auch als Voice over 5G oder Vo5G bezeichnet) ist ein 5G-Hochgeschwindigkeits-Mobilfunkstandard für Mobiltelefone und Datenendgeräte, einschließlich IoT-Geräte (Internet der Dinge) und Wearables. VoNR nutzt den 5G-Standalone-Kern (SA) vollständig und kann eine bessere Sprachqualität bieten als sein Vorgänger VoLTE (Voice over Long Term Evolution). Die Verbindungsaufbauzeit ist aufgrund der inhärent geringeren Latenzzeit von 5G NR schneller als VoLTE. Mit 5G VoNR verbleiben Sprachanrufe im 5G-Netz.
VoNR-Anrufe werden normalerweise zum gleichen Mobilfunktarif wie andere Anrufe abgerechnet.
Um einen VoNR-Anruf tätigen zu können, müssen das Gerät, seine Firmware und der Mobilfunkanbieter den Dienst in dem betreffenden Gebiet unterstützen und zusammenarbeiten können.